# Genesius von Lyon
Genesius von Lyon (auch Genestus, Genes) († 678 oder 679 in Chelles) war der 37. Bischof von Lyon.

## Leben

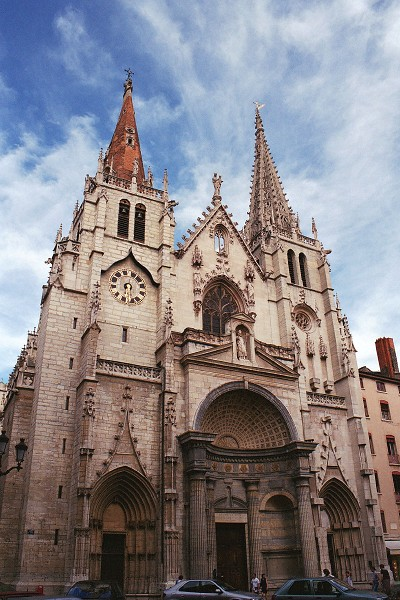
St-Nizier in Lyon

Der aus dem Frankenreich stammende Genesius war Prior der Abtei Fontenelle neben dem von 649 bis 668 amtierenden ersten Abt Wandrille. Der Merowinger-König Chlodwig II. berief ihn zum Hofkaplan. Nach dem Tod des Königs 657 diente er auch der Königinwitwe und Regentin Bathilde als Berater sowie Kaplan und unterstützte sie bei der Einrichtung des Nonnenklosters Chelles, in das sie sich in ihren letzten Lebensjahren zurückzog.
Nachdem der bisherige Bischof von Lyon Aunemund als Vertreter der Unabhängigkeit Burgunds und damit Gegner der Politik Bathildes durch den Hausmeier Ebroin ermordet worden war, wurde auf ihren Einfluss hin Genesius zwischen 658 und 663 zum Bischof geweiht. Seine erste bekannte Unterschrift in einer Urkunde datiert vom 6. September 664.
Im Konflikt zwischen Ebroin und dem Bischof von Autun Leodegarius 675–676 stellte sich Genesius auf die Seite des Bischofs und wurde darauf von Ebroin angegriffen, der ihn aus Lyon vertreiben wollte; durch Aufstellen einer starken Bewachung gelang dies nicht. An der Synode Ebroins in der Königspfalz von Malay-le-Roi mit einem Bischofsgericht über den Bischof von Embrun Chamlin 677 nahm er sicher teil, am schlecht überlieferten Konzil von Marly des Königs Theuderich III., das vermutlich 678 oder später stattfand, nahm er wohl noch teil. Er starb aber kurz darauf in der Abtei Chelles bei einem Besuch Bathildes.
Sein Nachfolger wurde 681 Lantbert.
Sein Leichnam verblieb in der Kirche St-Nizier in Lyon bis zum Beginn des 14. Jahrhunderts, als er zur Abtei Chelles überführt wurde.
Er ist ein katholischer Heiliger mit dem Festtag am 1. November.

## Einzelbelege
1. 1 2  Francis Mershman: Genesius. In: The Catholic Encyclopedia Bd. 6. Robert Appleton Company, New York 1909.
2. ↑  Aunemund von Lyon.
3. ↑  Eugen Ewig, Ulrich Nonn: Die Merowinger und das Frankenreich. W. Kohlhammer Verlag, 2006, ISBN 978-3-17-019473-1 (google.de [abgerufen am 31. Januar 2022]).
4. ↑  Eugen Ewig, Ulrich Nonn: Die Merowinger und das Frankenreich. W. Kohlhammer Verlag, 2006, ISBN 978-3-17-019473-1, S. 167 (google.de [abgerufen am 2. Februar 2022]).
5. ↑  Pierre Adolphe Chéruel: Dictionnaire historique des institutions, moœurs et coutumes de la France. L. Hachette et cie, 1855 (google.de [abgerufen am 2. Februar 2022]).
6. ↑  Hubert Mordek: Kirchenrecht und Reform im Frankenreich: Die Collectio Vetus Gallica, die älteste systematische Kirchenrechtssammlung des Fränkischen Gallien (Studien und Edition). Walter de Gruyter, 2011, ISBN 978-3-11-083190-0 (google.de [abgerufen am 31. Januar 2022]).
7. ↑  “Saint Genesius of Lyons”. New Catholic Dictionary. CatholicSaints.Info. 7 November 2016

| Vorgänger | Amt                      | Nachfolger        |
| --------- | ------------------------ | ----------------- |
| Aunemund  | Bischof von Lyon 658–678 | Lantbert von Lyon |

| Personendaten    | Personendaten                      |
| ---------------- | ---------------------------------- |
| NAME             | Genesius von Lyon                  |
| ALTERNATIVNAMEN  | Genestus, Genes                    |
| KURZBESCHREIBUNG | Abt und Bischof von Lyon           |
| GEBURTSDATUM     | 6. Jahrhundert oder 7. Jahrhundert |
| STERBEDATUM      | um 678                             |
| STERBEORT        | Abtei Chelles                      |